# Śliwkowo
Śliwkowo – wieś w Polsce położona w województwie kujawsko-pomorskim, w powiecie aleksandrowskim, w gminie Waganiec.

## Podział administracyjny
Do 19 lipca 1924 wieś nosiła nazwę: Aleksandrówka (gmina Bądkowo, powiat nieszawski). W latach 1975–1998 miejscowość administracyjnie należała do województwa włocławskiego. Wieś sołecka – zobacz jednostki pomocnicze gminy Waganiec w BIP.

## Charakterystyka

### Położenie
Graniczy z wsiami: Ciupkowo, Niszczewy, Nowy Zbrachlin, Janowo, Zakrzewo i Przywieczerzyn.

### Demografia
Ludność 31 grudnia 2009, ogółem – 158, w tym mężczyźni – 86, kobiety – 72. Ludność według Narodowego Spisu Powszechnego 2011 (31.03.2011), ogółem – 179, w tym mężczyźni – 94, kobiety – 85. Prawie ¼ mieszkańców (22,3%) nie przekracza jeszcze 18. roku życia.

### Rolnictwo
W Śliwkowie znajdują się dwa zakłady masarskie i jeden ubojowy trzody chlewnej. We wsi prowadzona jest hodowla tuczników, uprawiane są: zboże, kukurydza i rzepak. W zakres produkcji od roku 2005 weszły pomidory.